# Durio testudinarius
Durio testudinarius, sporadiskt även kallad kura-kura är en art i trädsläktet durio som återfinns i Brunei, Indonesien och Malaysia på upp till 700 meters höjd. Den är mycket nära besläktad med durio affinis, så nära att de har föreslagits vara samma art.
Trädet, som blir upp till 25 meter, ofta runt tolv meter, högt med en upp till 40 centimeter i diameter tjock stam, ger ätbara frukter. Löven är elliptiska och upp till 20 centimeter stora. Blommorna är i en liten blomställning kring trädstammen i en ring nära marken. Kronbladen blir upp till 7 centimeter stora och är vita.
Frukterna blir 10 till 15 centimeter stora i diameter och är gröngula samt täckta med centimeterlånga koniska pyramidtaggar. Kärnan är helt täckt av gult fruktkött. Även fröna är ätbara. Trädstammen används till timmer.